# Rheomys underwoodi
Rheomys underwoodi е вид бозайник от семейство Хомякови (Cricetidae).

## Разпространение
Видът е разпространен в Коста Рика и Панама.